# Velibor Topić
Velibor Topić, né le 24 juillet 1970 à  Mostar, en Yougoslavie est un acteur bosnien.

## Filmographie

### Cinéma
- 1997 : Le Saint (The Saint) : Skinhead
- 1999 : Bodywork : Rudi Scott
- 2000 : Snatch (Snatch) : un russe
- 2002 : La Sirène rouge
- 2004 : Cargo : Branko
- 2005 : Kingdom of Heaven : Almaric
- 2006 : Ultime menace (Second in Command) : 'Anton Tavarov
- 2006 : Par effraction (Breaking and Entering) : Vlado
- 2007 : The All Together : Bob Music
- 2007 : War Land (Les Vivants et les Morts/ Zivi i mrvti) : Vijali.
- 2007 : The Englishman : Henry
- 2010 : Robin des Bois : Belvedere
- 2010 : London Boulevard : Storbor
- 2011 : Cars 2 : Alexander Hugo (voix)
- 2012 : Djeca : Mirsad Melic
- 2013 : Outpost: Rise of the Spetsnaz : Arkadi
- 2013 : Cartel (The Counselor) de Ridley Scott
- 2014 : Mea Culpa de Fred Cavayé : Milan
- 2016 : Un traître idéal (Our Kind of Traitor) de Susanna White : Emilio Del Oro
- 2025 : Criminal Squad : Pantera (Den of Thieves 2: Pantera) de Christian Gudegast : Mirinko

### Télévision
- 2000 : Les Enfants du chemin de fer (The Railway Children) (téléfilm) : M. Szczepansky
- 2002 : Messiah 2: Vengeance Is Mine (téléfilm) : Davor Pasovic
- 2003 : Prime Suspect 6 (téléfilm) : Zigic
- 2006 : Service (série télévisée) : Ilya